# Myriophacidium alsophilicola
Myriophacidium alsophilicola är en svampart som beskrevs av C.L. Hou & M. Piepenbr. 2009. Myriophacidium alsophilicola ingår i släktet Myriophacidium och familjen Rhytismataceae.   Inga underarter finns listade i Catalogue of Life.